# Prakash Raj
Prakash Raj (* 11. Juni 1998 in Singapur), mit vollständigen Namen Prakash Raj Nanthakumar, ist ein singapurischer Fußballspieler.

## Karriere
Prakash Raj erlernte das Fußballspielen in den Mannschaften der Singapore Sports School und der National Football Academy sowie in der Reservemannschaft des Erstligisten Hougang United. Seinen ersten Vertrag unterschrieb er am 1. Januar 2018 bei den Young Lions. Die Young Lions sind eine U23-Mannschaft, die 2002 gegründet wurde. In der Elf spielen U23-Nationalspieler und auch Perspektivspieler. Ihnen soll die Möglichkeit gegeben werden, Spielpraxis in der ersten Liga, der Singapore Premier League, zu sammeln. Für die Lions absolvierte er 17 Erstligaspiele. Vom 1. Januar 2020 bis 6. Mai 2021 leistete er seinen Militärdienst. Nach dem Militärdienst nahm ihn der Erstligist Tanjong Pagar United unter Vertrag.